# Rusiru Chathura Gallage
Rusiru Chathura Gallage (* 7. Juli 1995) ist ein sri-lankischer Mittelstreckenläufer, der sich auf den 800-Meter-Lauf spezialisiert hat.

## Sportliche Laufbahn
Erste internationale Erfahrungen sammelte Rusiru Chathura Gallage 2019 bei den Asienmeisterschaften in Doha, bei denen er bis in das Halbfinale gelangte und dort mit 1:51,02 min ausschied. Anfang Dezember belegte er bei den Südasienspielen in Katmandu in 1:51,51 min den vierten Platz.
2018 wurde Gallage sri-lankischer Meister im 800-Meter-Lauf.

## Persönliche Bestleistungen
- 800 Meter: 1:48,10 min, 22. März 2019 in Colombo
- 1500 Meter: 3:48,56 min, 28. August 2019 in Colombo